# Oxford (Idaho)
Oxford is een plaats (city) in de Amerikaanse staat Idaho, en valt bestuurlijk gezien onder Franklin County.

## Demografie
Bij de volkstelling in 2000 werd het aantal inwoners vastgesteld op 53.
In 2006 is het aantal inwoners door het United States Census Bureau geschat op 54, een stijging van 1 (1,9%).

## Geografie
Volgens het United States Census Bureau beslaat de plaats een oppervlakte van
0,7 km², geheel bestaande uit land. Oxford ligt op ongeveer 1464 m boven zeeniveau.

## Plaatsen in de nabije omgeving
De onderstaande figuur toont nabijgelegen plaatsen in een straal van 28 km rond Oxford.